# Universiada de 1977
La Universiada de 1977 fue la octava edición de las Universiadas que se llevaron a cabo en Sofía, Bulgaria.  Sería la segunda ciudad en realizar  2 veces las Universiadas después de ser sede en 1965. 

## Medallero
País organizador
| #     | País                          | Oro | Plata | Bronce | Total |
| ----- | ----------------------------- | --- | ----- | ------ | ----- |
| 1     | Unión Soviética               | 26  | 31    | 25     | 82    |
| 2     | Estados Unidos                | 19  | 11    | 13     | 43    |
| 3     | Bulgaria                      | 16  | 8     | 11     | 35    |
| 4     | Rumania                       | 9   | 8     | 11     | 28    |
| 5     | Checoslovaquia                | 5   | 4     | 1      | 10    |
| 6     | Canadá                        | 4   | 6     | 5      | 15    |
| 7     | Cuba                          | 4   | 3     | 4      | 11    |
| 8     | Polonia                       | 3   | 6     | 4      | 13    |
| 9     | Alemania Occidental           | 3   | 3     | 6      | 12    |
| 10    | Japón                         | 3   | 3     | 0      | 6     |
| 11    | Hungría                       | 2   | 4     | 4      | 10    |
| 12    | Francia                       | 2   | 2     | 2      | 6     |
| 13    | Italia                        | 1   | 3     | 3      | 7     |
| 14    | Yugoslavia                    | 1   | 3     | 1      | 5     |
| 15    | Mongolia                      | 1   | 0     | 2      | 3     |
| 16    | Austria                       | 1   | 0     | 0      | 1     |
| 16    | Bélgica                       | 1   | 0     | 0      | 1     |
| 16    | Brasil                        | 1   | 0     | 0      | 1     |
| 19    | Reino Unido                   | 0   | 4     | 1      | 5     |
| 20    | República Democrática Alemana | 0   | 3     | 3      | 6     |
| 21    | Argelia                       | 0   | 0     | 1      | 1     |
| 21    | Corea del Sur                 | 0   | 0     | 1      | 1     |
| 21    | Irán                          | 0   | 0     | 1      | 1     |
| 21    | Suiza                         | 0   | 0     | 1      | 1     |
| 21    | Turquía                       | 0   | 0     | 1      | 1     |
| Total | Total                         | 102 | 102   | 102    | 306   |

- Datos: Q1199378